# Coupe des Amériques masculine de hockey sur gazon 2025
Navigation
Santiago 2022 2029
La Coupe des Amériques masculine de hockey sur gazon 2025 était la 7e édition de la Coupe des Amériques masculine de hockey sur gazon, une compétition de hockey sur gazon organisée tous les 4 ans par la Fédération panaméricaine de hockey. Le tournoi se déroulait à Montevideo en Uruguay du 24 juillet au 3 août 2025 parallèlement au tournoi féminin.
L'Argentine remporte la compétition pour la 5e fois en battant les États-Unis 10 - 0 en finale. Le Canada prend la médaille de bronze à la suite de sa victoire 2 - 1 face au Chili en match pour la 3e place.
L'Argentine se qualifie automatiquement pour la Coupe du monde 2026 en tant que champion des Amériques.

## Organisation
Le 4 avril 2024, l'Uruguay est désigné pays organisateur avec pour ville hôte Montevideo.

### Ville hôte
| [[Fichier:Uruguay location map.svg\|240px\|{{#if:\|{{{alt}}}\|Coupe des Amériques masculine de hockey sur gazon 2025 est dans la page Uruguay.]]Montevideo | Montevideo        |
| --- | ----------------- |
| [[Fichier:Uruguay location map.svg\|240px\|{{#if:\|{{{alt}}}\|Coupe des Amériques masculine de hockey sur gazon 2025 est dans la page Uruguay.]]Montevideo | Cancha Celeste    |
| [[Fichier:Uruguay location map.svg\|240px\|{{#if:\|{{{alt}}}\|Coupe des Amériques masculine de hockey sur gazon 2025 est dans la page Uruguay.]]Montevideo | Capacité: Inconnu |
| [[Fichier:Uruguay location map.svg\|240px\|{{#if:\|{{{alt}}}\|Coupe des Amériques masculine de hockey sur gazon 2025 est dans la page Uruguay.]]Montevideo |                   |

### Changement de dates
Le 5 septembre 2024, alors que la compétition devait se tenir du 5 au 15 mars 2025, la Fédération panaméricaine de hockey a décidé de reporter la compétition au 24 juillet au 3 août 2025 au lieu du 11 au 21 septembre 2025 tenant compte des joueurs qui évoluent dans les championnats nationaux en Europe.

## Qualifications
Toutes les équipes ayant terminé dans les 6 premiers de la Coupe des Amériques 2022 sont qualifiées automatiquement.
L'Uruguay est qualifié automatiquement en tant que pays organisateur.
Trinité-et-Tobago, vainqueur du Challenge des Amériques 2024, est la dernière équipe qualifiée.

### Nations qualifiées
| Événement                    | Dates                 | Lieu       | Quotas | Qualifiés                                        |
| ---------------------------- | --------------------- | ---------- | ------ | ------------------------------------------------ |
| Coupe des Amériques 2022     | 20 - 30 janvier 2022  | Santiago   | 6      | Argentine Chili Canada États-Unis Mexique Brésil |
| Pays hôte                    | 4 avril 2024          | Montevideo | 1      | Uruguay                                          |
| Challenge des Amériques 2024 | 6 - 14 septembre 2024 | Lima       | 1      | Trinité-et-Tobago                                |
| Total                        | Total                 | Total      | 8      |                                                  |

## Format
Huit équipes sont réparties en deux groupes de quatre équipes. Le format est celui d'un tournoi toutes rondes : chaque équipe joue un match contre les trois autres équipes du même groupe.
Les deux premiers de chaque groupe se qualifient pour la phase finale, tandis que les deux derniers de chaque groupe se qualifient pour la phase de classement.

### Critères de départage
En cas d'égalité de points entre plusieurs équipes, les critères suivants sont appliqués dans l'ordre indiqué pour établir leur classement:
1. Plus grand nombre de victoires,
2. Meilleure différence de buts,
3. Plus grand nombre de buts marqués,
4. Plus grand nombre de points marqués entre les équipes concernées,
5. Plus grand nombre de buts marqués de plein jeu.

## Premier tour
Légende:
- Phase finale
- Phase de classement

### Poule A
| Rang | Équipe      | Pts | J | G | N | P | Bp | Bc | Diff |
| ---- | ----------- | --- | - | - | - | - | -- | -- | ---- |
| 1    | Argentine T | 9   | 3 | 3 | 0 | 0 | 28 | 0  | +28  |
| 2    | États-Unis  | 6   | 3 | 2 | 0 | 1 | 7  | 4  | +3   |
| 3    | Brésil      | 3   | 3 | 1 | 0 | 2 | 2  | 15 | -13  |
| 4    | Uruguay H   | 0   | 3 | 0 | 0 | 3 | 2  | 20 | -18  |

| Match 3               | Argentine | 13 - 0  | Brésil |                                                                         |                                                                         |
| 25 juillet 2025 11h30 | Casella 18e · Della Torre 19e, 38e, 42e · Domene 24e, 26e, 32e, 33e, 43e · Capurro 36e · Martínez 51e, 53e · L. Toscani 59e | (4 - 0) |        | Arbitrage : Guillermo Poblete Alex Miles Arbitre vidéo : Maggie Giddens | Arbitrage : Guillermo Poblete Alex Miles Arbitre vidéo : Maggie Giddens |
| 25 juillet 2025 11h30 | Rapport |         |        | Arbitrage : Guillermo Poblete Alex Miles Arbitre vidéo : Maggie Giddens | Arbitrage : Guillermo Poblete Alex Miles Arbitre vidéo : Maggie Giddens |

| Match 4               | États-Unis                                                                       | 6 - 1   | Uruguay   |                                                                       |                                                                       |
| 25 juillet 2025 20h30 | Kormos-Katz 4e · Grewal 10e · A. Kaeppeller 22e, 48e · Charasika 37e · Leser 41e | (3 - 0) | 57e Casal | Arbitrage : Tyler Klenk Juan Rodríguez Arbitre vidéo : Ayanna McClean | Arbitrage : Tyler Klenk Juan Rodríguez Arbitre vidéo : Ayanna McClean |
| 25 juillet 2025 20h30 | Rapport                                                                          |         |           | Arbitrage : Tyler Klenk Juan Rodríguez Arbitre vidéo : Ayanna McClean | Arbitrage : Tyler Klenk Juan Rodríguez Arbitre vidéo : Ayanna McClean |

| Match 7               | États-Unis | 0 - 3   | Argentine                          |                                                                 |                                                                 |
| 27 juillet 2025 11h30 |            | (0 - 1) | 24e, 54e Casella · 39e Della Torre | Arbitrage : Shane Lewis Tyler Klenk Arbitre vidéo : Ana Vazquez | Arbitrage : Shane Lewis Tyler Klenk Arbitre vidéo : Ana Vazquez |
| 27 juillet 2025 11h30 | Rapport    |         |                                    | Arbitrage : Shane Lewis Tyler Klenk Arbitre vidéo : Ana Vazquez | Arbitrage : Shane Lewis Tyler Klenk Arbitre vidéo : Ana Vazquez |

| Match 8               | Brésil                    | 2 - 1   | Uruguay       |                                                                         |                                                                         |
| 27 juillet 2025 19h30 | Patrocínio 18e · Imer 36e | (1 - 1) | 24e Martinoni | Arbitrage : Benjamin Peters Rawi Anbananthan Arbitre vidéo : Alex Miles | Arbitrage : Benjamin Peters Rawi Anbananthan Arbitre vidéo : Alex Miles |
| 27 juillet 2025 19h30 | Rapport                   |         |               | Arbitrage : Benjamin Peters Rawi Anbananthan Arbitre vidéo : Alex Miles | Arbitrage : Benjamin Peters Rawi Anbananthan Arbitre vidéo : Alex Miles |

| Match 11              | Brésil  | 0 - 1   | États-Unis |                                                                              |                                                                              |
| 29 juillet 2025 11h30 |         | (0 - 1) | 28e Leser  | Arbitrage : Irene Presenqui Guillermo Poblete Arbitre vidéo : Victoria Pazos | Arbitrage : Irene Presenqui Guillermo Poblete Arbitre vidéo : Victoria Pazos |
| 29 juillet 2025 11h30 | Rapport |         |            | Arbitrage : Irene Presenqui Guillermo Poblete Arbitre vidéo : Victoria Pazos | Arbitrage : Irene Presenqui Guillermo Poblete Arbitre vidéo : Victoria Pazos |

| Match 12              | Argentine | 12 - 0  | Uruguay |                                                                                |                                                                                |
| 29 juillet 2025 20h30 | L. Toscani 4e, 51e · Domene 12e, 31e · Capurro 29e · Mendez 30e, 38e · Della Torre 51e, 52e · Ruíz 53e · J. Toscani 59e · Marcucci 60e | (4 - 0) |         | Arbitrage : Ayanna McClean Jonathan Altamirano Arbitre vidéo : Benjamin Peters | Arbitrage : Ayanna McClean Jonathan Altamirano Arbitre vidéo : Benjamin Peters |
| 29 juillet 2025 20h30 | Rapport |         |         | Arbitrage : Ayanna McClean Jonathan Altamirano Arbitre vidéo : Benjamin Peters | Arbitrage : Ayanna McClean Jonathan Altamirano Arbitre vidéo : Benjamin Peters |

### Poule B
| Rang | Équipe            | Pts | J | G | N | P | Bp | Bc | Diff |
| ---- | ----------------- | --- | - | - | - | - | -- | -- | ---- |
| 1    | Chili             | 9   | 3 | 3 | 0 | 0 | 14 | 0  | +14  |
| 2    | Canada            | 6   | 3 | 2 | 0 | 1 | 13 | 3  | +10  |
| 3    | Mexique           | 3   | 3 | 1 | 0 | 2 | 6  | 15 | -9   |
| 4    | Trinité-et-Tobago | 0   | 3 | 0 | 0 | 3 | 0  | 15 | -15  |

| Match 1               | Canada                                                                              | 8 - 1   | Mexique   |                                                                         |                                                                         |
| 24 juillet 2025 09h30 | Sarmento 23e · Childs 25e · Nicholson 30e, 53e · Thind 38e, 39e, 59e · Guraliuk 47e | (3 - 1) | 20e Gómez | Arbitrage : Benjamin Peters Shane Lewis Arbitre vidéo : Irene Presenqui | Arbitrage : Benjamin Peters Shane Lewis Arbitre vidéo : Irene Presenqui |
| 24 juillet 2025 09h30 | Rapport                                                                             |         |           | Arbitrage : Benjamin Peters Shane Lewis Arbitre vidéo : Irene Presenqui | Arbitrage : Benjamin Peters Shane Lewis Arbitre vidéo : Irene Presenqui |

| Match 2               | Chili   | 5 - 0 (Forfait) | Trinité-et-Tobago |  |
| 24 juillet 2025 18h30 |         |                 |                   |  |
|                       | Rapport |                 |                   |  |

| Match 5               | Mexique | 5 - 0 (Forfait) | Trinité-et-Tobago |  |
| 26 juillet 2025 09h30 |         |                 |                   |  |
|                       | Rapport |                 |                   |  |

| Match 6               | Chili                      | 2 - 0   | Canada |                                                                                |                                                                                |
| 26 juillet 2025 17h30 | Maldonado 7e · Pizarro 45e | (1 - 0) |        | Arbitrage : Irene Presenqui Jonathan Altamirano Arbitre vidéo : Ayanna McClean | Arbitrage : Irene Presenqui Jonathan Altamirano Arbitre vidéo : Ayanna McClean |
| 26 juillet 2025 17h30 | Rapport                    |         |        | Arbitrage : Irene Presenqui Jonathan Altamirano Arbitre vidéo : Ayanna McClean | Arbitrage : Irene Presenqui Jonathan Altamirano Arbitre vidéo : Ayanna McClean |

| Match 9               | Canada  | 5 - 0 (Forfait) | Trinité-et-Tobago |  |
| 28 juillet 2025 09h30 |         |                 |                   |  |
|                       | Rapport |                 |                   |  |

| Match 10              | Mexique | 0 - 7   | Chili                                                                                   |                                                                   |                                                                   |
| 28 juillet 2025 18h30 |         | (0 - 2) | 27e Hurtado · 30e, 34e, 48e J. Amoroso · 40e A. Amoroso · 44e Wolansky · 46e Strabucchi | Arbitrage : Alex Miles Juan Rodríguez Arbitre vidéo : Shane Lewis | Arbitrage : Alex Miles Juan Rodríguez Arbitre vidéo : Shane Lewis |
| 28 juillet 2025 18h30 | Rapport |         |                                                                                         | Arbitrage : Alex Miles Juan Rodríguez Arbitre vidéo : Shane Lewis | Arbitrage : Alex Miles Juan Rodríguez Arbitre vidéo : Shane Lewis |

## Phase de classement

### Tableau de classement
|  | Demi-finales pour la 5e place | Demi-finales pour la 5e place | Demi-finales pour la 5e place | Demi-finales pour la 5e place |          |          | 5e place    | 5e place    | 5e place    | 5e place    |
|  |                               |                               |                               |                               |          |          |             |             |             |             |
|  | 31 juillet 2025               | 31 juillet 2025               | 31 juillet 2025               | 31 juillet 2025               |          |          | 2 août 2025 | 2 août 2025 | 2 août 2025 | 2 août 2025 |
|  | A3                            | Brésil                        | 5                             | 5                             |          |          | 2 août 2025 | 2 août 2025 | 2 août 2025 | 2 août 2025 |
|  | A3                            | Brésil                        | 5                             | 5                             |          |          | 2 août 2025 | 2 août 2025 | 2 août 2025 | 2 août 2025 |
|  | B4                            | Trinité-et-Tobago             | 0                             | 0                             |          |          | 2 août 2025 | 2 août 2025 | 2 août 2025 | 2 août 2025 |
|  | B4                            | Trinité-et-Tobago             | 0                             | 0                             | A3       | Brésil   | 2 (0)       | 2 (0)       |             |             |
|  | 31 juillet 2025               |                               |                               |                               | A3       | Brésil   | 2 (0)       | 2 (0)       |             |             |
|  |                               |                               | B3                            | Mexique                       | 2 (3)tab | 2 (3)tab |             |             |             |             |
|  | B3                            | Mexique                       | B3                            | Mexique                       | 2 (3)tab | 2 (3)tab | 4           | 4           |             |             |
|  | B3                            | Mexique                       |                               |                               |          |          |             | 4           |             |             |
|  | A4                            | Uruguay                       | 1                             | 1                             |          |          |             |             |             |             |
|  | A4                            | Uruguay                       | 1                             | 1                             | 7e place |          |             |             |             |             |
|  |                               |                               |                               |                               |          |          |             |             |             |             |
|  | 2 août 2025                   |                               |                               |                               |          |          |             |             |             |             |
|  | B4                            | Trinité-et-Tobago             | 0                             | 0                             |          |          |             |             |             |             |
|  | B4                            | Trinité-et-Tobago             | 0                             | 0                             |          |          |             |             |             |             |
|  | A4                            | Uruguay                       | 5                             | 5                             |          |          |             |             |             |             |
|  | A4                            | Uruguay                       | 5                             | 5                             |          |          |             |             |             |             |

### Demi-finales pour la5eplace
| Match 13              | Brésil  | 5 - 0 (Forfait) | Trinité-et-Tobago |  |
| 31 juillet 2025 09h30 |         |                 |                   |  |
|                       | Rapport |                 |                   |  |

| Match 14              | Uruguay           | 1 - 4   | Mexique                                      |                                                                   |                                                                   |
| 31 juillet 2025 18h00 | Matí. Pereiro 57e | (0 - 2) | 6e, 59e Sandoval · 20e Gómez · 60e Hernández | Arbitrage : Alex Miles Juan Rodríguez Arbitre vidéo : Tyler Klenk | Arbitrage : Alex Miles Juan Rodríguez Arbitre vidéo : Tyler Klenk |
| 31 juillet 2025 18h00 | Rapport           |         |                                              | Arbitrage : Alex Miles Juan Rodríguez Arbitre vidéo : Tyler Klenk | Arbitrage : Alex Miles Juan Rodríguez Arbitre vidéo : Tyler Klenk |

### Match pour la7eplace
| Match 17          | Trinité-et-Tobago | 0 - 5 (Forfait) | Uruguay |  |
| 2 août 2025 09h30 |                   |                 |         |  |
|                   | Rapport           |                 |         |  |

### Match pour la5eplace
| Match 18          | Brésil                 | 2 - 2             | Mexique                                   |                                                                          |                                                                          |
| 2 août 2025 16h00 | López 15e · Varela 41e | (1 - 2)           | 4e Gómez · 19e Sandoval                   | Arbitrage : Guillermo Poblete Juan Rodríguez Arbitre vidéo : Shane Lewis | Arbitrage : Guillermo Poblete Juan Rodríguez Arbitre vidéo : Shane Lewis |
| 2 août 2025 16h00 | Rapport                |                   |                                           | Arbitrage : Guillermo Poblete Juan Rodríguez Arbitre vidéo : Shane Lewis | Arbitrage : Guillermo Poblete Juan Rodríguez Arbitre vidéo : Shane Lewis |
| 2 août 2025 16h00 | Smith · Assis · Santos | Tirs au but 0 - 3 | Villegas · Estrada · Castillo · Hernández | Arbitrage : Guillermo Poblete Juan Rodríguez Arbitre vidéo : Shane Lewis | Arbitrage : Guillermo Poblete Juan Rodríguez Arbitre vidéo : Shane Lewis |

## Phase finale

### Tableau final
|  | Demi-finales  | Demi-finales  | Demi-finales  | Demi-finales  |                               |           | Finale      | Finale      | Finale      | Finale      |
|  |               |               |               |               |                               |           |             |             |             |             |
|  | 1er août 2025 | 1er août 2025 | 1er août 2025 | 1er août 2025 |                               |           | 3 août 2025 | 3 août 2025 | 3 août 2025 | 3 août 2025 |
|  | A1            | Argentine     | 9             | 9             |                               |           | 3 août 2025 | 3 août 2025 | 3 août 2025 | 3 août 2025 |
|  | A1            | Argentine     | 9             | 9             |                               |           | 3 août 2025 | 3 août 2025 | 3 août 2025 | 3 août 2025 |
|  | B2            | Canada        | 1             | 1             |                               |           | 3 août 2025 | 3 août 2025 | 3 août 2025 | 3 août 2025 |
|  | B2            | Canada        | 1             | 1             | A1                            | Argentine | 10          | 10          |             |             |
|  | 1er août 2025 |               |               |               | A1                            | Argentine | 10          | 10          |             |             |
|  |               |               | A2            | États-Unis    | 0                             | 0         |             |             |             |             |
|  | B1            | Chili         | A2            | États-Unis    | 0                             | 0         | 1 (1)       | 1 (1)       |             |             |
|  | B1            | Chili         |               |               |                               |           |             | 1 (1)       |             |             |
|  | A2            | États-Unis    | 1 (3)tab      | 1 (3)tab      |                               |           |             |             |             |             |
|  | A2            | États-Unis    | 1 (3)tab      | 1 (3)tab      | Match pour la troisième place |           |             |             |             |             |
|  |               |               |               |               |                               |           |             |             |             |             |
|  | 3 août 2025   |               |               |               |                               |           |             |             |             |             |
|  | B2            | Canada        | 2             | 2             |                               |           |             |             |             |             |
|  | B2            | Canada        | 2             | 2             |                               |           |             |             |             |             |
|  | B1            | Chili         | 1             | 1             |                               |           |             |             |             |             |
|  | B1            | Chili         | 1             | 1             |                               |           |             |             |             |             |

### Demi-finales
| Match 15            | Argentine                                                                          | 9 - 1   | Canada       |                                                                             |                                                                             |
| 1er août 2025 09h30 | Domene 5e, 12e, 35e, 41e · Della Torre 13e, 44e, 60e · Keenan 15e · L. Toscani 40e | (4 - 1) | 4e Nicholson | Arbitrage : Rawi Anbananthan Benjamin Peters Arbitre vidéo : Victoria Pazos | Arbitrage : Rawi Anbananthan Benjamin Peters Arbitre vidéo : Victoria Pazos |
| 1er août 2025 09h30 | Rapport                                                                            |         |              | Arbitrage : Rawi Anbananthan Benjamin Peters Arbitre vidéo : Victoria Pazos | Arbitrage : Rawi Anbananthan Benjamin Peters Arbitre vidéo : Victoria Pazos |

| Match 16            | États-Unis                                 | 1 - 1             | Chili                                       |                                                                    |                                                                    |
| 1er août 2025 18h00 | Kormos-Katz 9e                             | (1 - 1)           | 20e Strabucchi                              | Arbitrage : Tyler Klenk Shane Lewis Arbitre vidéo : Juan Rodríguez | Arbitrage : Tyler Klenk Shane Lewis Arbitre vidéo : Juan Rodríguez |
| 1er août 2025 18h00 | Rapport                                    |                   |                                             | Arbitrage : Tyler Klenk Shane Lewis Arbitre vidéo : Juan Rodríguez | Arbitrage : Tyler Klenk Shane Lewis Arbitre vidéo : Juan Rodríguez |
| 1er août 2025 18h00 | K. Kaeppeler · Heldens · Charasika · Leser | Tirs au but 3 - 1 | García · J. Amoroso · J. Amoroso · Gesswein | Arbitrage : Tyler Klenk Shane Lewis Arbitre vidéo : Juan Rodríguez | Arbitrage : Tyler Klenk Shane Lewis Arbitre vidéo : Juan Rodríguez |

### Match pour la3eplace
| Match 19          | Canada                  | 2 - 1   | Chili          |                                                                                 |                                                                                 |
| 3 août 2025 10h00 | Davis 8e · Sarmento 47e | (1 - 0) | 54e J. Amoroso | Arbitrage : Benjamin Peters Jonathan Altamirano Arbitre vidéo : Irene Presenqui | Arbitrage : Benjamin Peters Jonathan Altamirano Arbitre vidéo : Irene Presenqui |
| 3 août 2025 10h00 | Rapport                 |         |                | Arbitrage : Benjamin Peters Jonathan Altamirano Arbitre vidéo : Irene Presenqui | Arbitrage : Benjamin Peters Jonathan Altamirano Arbitre vidéo : Irene Presenqui |

### Finale
| Match 20          | Argentine | 10 - 0  | États-Unis |                                                                    |                                                                    |
| 3 août 2025 15h00 | Domene 14e, 56e · Capurro 18e, 51e · L. Toscani 26e · Della Torre 29e · Mendez 41e · Marcucci 45e, 59e · Martínez 53e | (4 - 0) |            | Arbitrage : Tyler Klenk Shane Lewis Arbitre vidéo : Ayanna McClean | Arbitrage : Tyler Klenk Shane Lewis Arbitre vidéo : Ayanna McClean |
| 3 août 2025 15h00 | Rapport |         |            | Arbitrage : Tyler Klenk Shane Lewis Arbitre vidéo : Ayanna McClean | Arbitrage : Tyler Klenk Shane Lewis Arbitre vidéo : Ayanna McClean |

## Statistiques

### Buteurs

#### 13 buts
- Tomás Domene

#### 10 buts
- Nicolás della Torre

#### 5 buts
- Lucas Toscani

#### 4 buts
- Bautista Capurro
- Juan Amoroso

#### 3 buts
- Maico Casella
- Lucas Martínez
- Tadeo Marcucci
- Lucio Mendez
- Jude Nicholson
- Robin Thind
- Jorge Gómez
- Alexander Sandoval

#### 2 buts
- Matthew Sarmento
- Nils Strabucchi
- Aki Kaeppeler
- Wyatt Kormos-Katz
- Marius Leser

#### 1 but
- Nicolás Keenan
- Tomás Ruíz
- Joaquín Toscani
- Adam Imer
- Joaquín López
- André Patrocínio
- Lucas Varela
- Rowan Childs
- Sean Davis
- Brendan Guraliuk
- Agustín Amoroso
- José Hurtado
- José Maldonado
- Andrés Pizarro
- Sebastián Wolansky
- Erick Hernández
- Sekayi Charasika
- Mehtab Grewal
- Juan Casal
- Gonzalo Martinoni
- Matías Pereiro

### Classement final
| Rang                                  | Groupe | Équipe            | J | G | N | P | BP | BC | Diff | Pts | Classement mondial FIH | Classement mondial FIH | Classement mondial FIH |
| Rang                                  | Groupe | Équipe            | J | G | N | P | BP | BC | Diff | Pts | Avant                  | Après                  | Chgt                   |
| ------------------------------------- | ------ | ----------------- | - | - | - | - | -- | -- | ---- | --- | ---------------------- | ---------------------- | ---------------------- |
| Médaille d'or, Amérique               | A      | Argentine T       | 5 | 5 | 0 | 0 | 47 | 1  | +46  | 15  | 7                      | 7                      | 0                      |
| Médaille d'argent, Amérique           | A      | États-Unis        | 5 | 2 | 1 | 2 | 8  | 15 | -7   | 7   | 25                     | 24                     | +1                     |
| Médaille de bronze, Amérique          | B      | Canada            | 5 | 3 | 0 | 2 | 16 | 13 | +3   | 9   | 21                     | 21                     | 0                      |
| 4                                     | B      | Chili             | 5 | 3 | 1 | 1 | 16 | 3  | +13  | 10  | 24                     | 23                     | +1                     |
| Nations éliminées en phase de groupes |        |                   |   |   |   |   |    |    |      |     |                        |                        |                        |
| 5                                     | B      | Mexique           | 5 | 2 | 1 | 2 | 12 | 18 | -6   | 7   | 31                     | 31                     | 0                      |
| 6                                     | A      | Brésil            | 5 | 2 | 1 | 2 | 9  | 17 | -8   | 7   | 33                     | 33                     | 0                      |
| 7                                     | A      | Uruguay H         | 5 | 1 | 0 | 4 | 8  | 24 | -16  | 3   | 43                     | 52                     | -9                     |
| F                                     | B      | Trinité-et-Tobago | 5 | 0 | 0 | 5 | 0  | 25 | -25  | 0   | 36                     | 62                     | -26                    |

|  | Nation qualifiée pour la Coupe du monde 2026                         |
|  | Nations qualifiées pour les Qualifications de la Coupe du monde 2026 |
|  | Nation déclarant forfait                                             |